# Abacetus atratus
Abacetus atratus là một loài bọ chân chạy thuộc phân họ Pterostichinae. Loài này được Dejean mô tả lần đầu năm 1828 và được tìm thấy ở Ấn Độ và Sri Lanka.